# Jerzy Jacek Tomczak

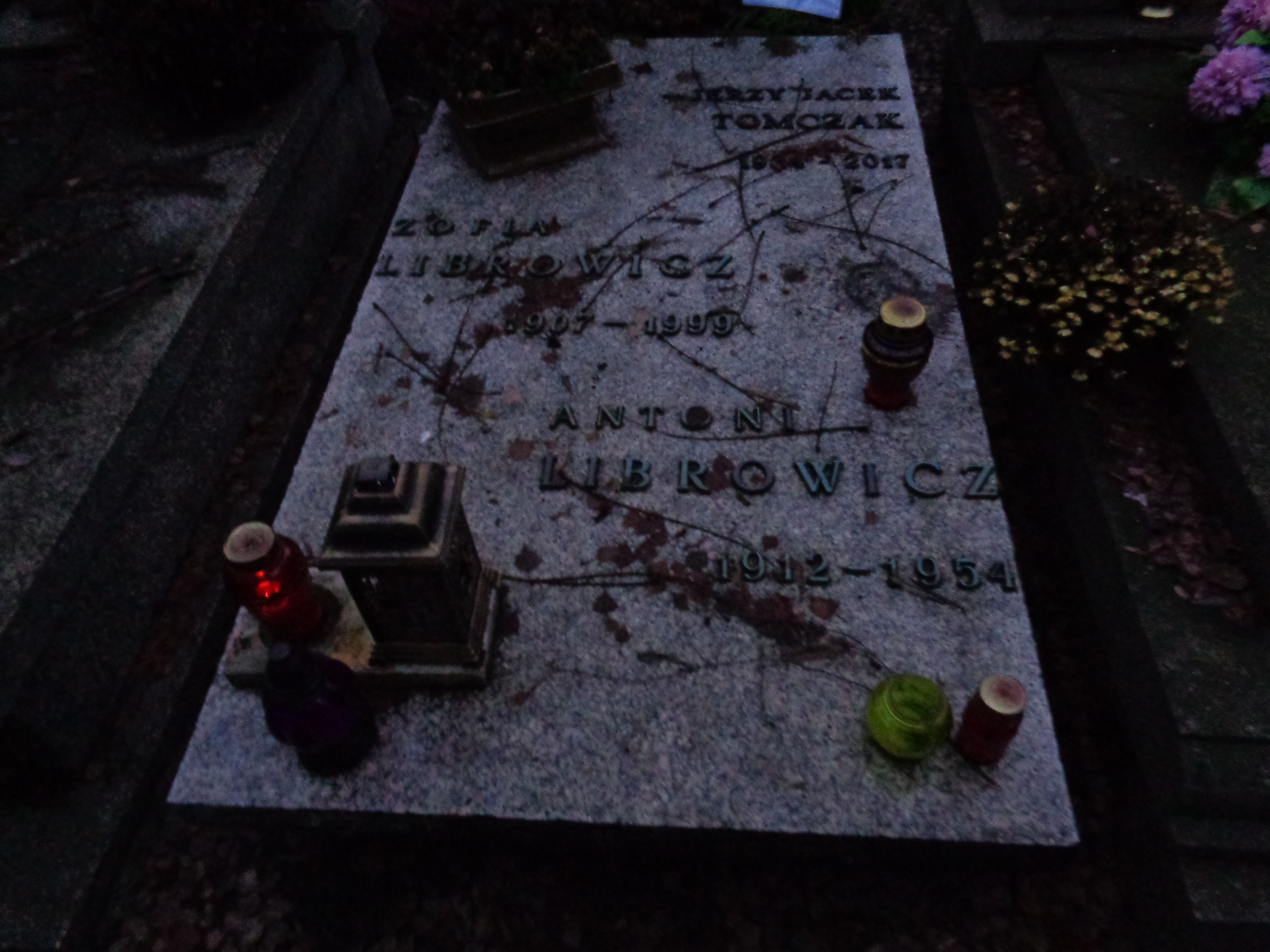
Grób Jerzego Jacka Tomczaka na Cmentarzu Wojskowym na Powązkach

Jerzy Jacek Tomczak (ur. 22 lutego 1934 w Łodzi, zm. 9 października 2017 w Warszawie) – polski dziennikarz, tłumacz, reżyser i scenarzysta filmowy.

## Życiorys
Brał udział przy produkcji kilkunastu filmów dokumentalnych i edukacyjnych jako reżyser, scenarzysta oraz realizator. Był założycielem Studia Publishing. Zmarł 9 października 2017 i został pochowany na Cmentarzu Wojskowym na Powązkach w Warszawie (kwatera A2-12-15).

## Wybrana filmografia
- Pocztówka z Turku (1972; zdjęcia, realizacja)
- Jak gospodarzą Finowie (1972; zdjęcia, realizacja)
- Wokół wielkiego Sztokholmu (1973; zdjęcia, realizacja)
- U sąsiadów przez Bałtyk (1973; zdjęcia, realizacja)
- Kowalscy nad Wielkimi Jeziorami (1974; zdjęcia, realizacja)
- Karnawał nad Missisipi (1974; zdjęcia, realizacja)
- Brukliński most (1974; scenariusz, zdjęcia, realizacja)
- Z polskim dyplomem (1975; zdjęcia, realizacja)
- Hamburska realizacja (1975; realizacja)
- Wszystko o Polsce prosto z Polski (1976; realizacja)
- Księstwo dla turystów (1976; realizacja)
- Chleb i węgiel (1977; scenariusz, realizacja)
- Perugia (1977; realizacja)
- Rzeźby Vigelanda (1978; zdjęcia, realizacja)
- O mleku, śledziach i statkach (1978; zdjęcia, realizacja)
- Stocznia im Komuny Paryskiej (1979; scenariusz, realizacja)
- Gdzie diabeł nie może (1979; scenariusz, realizacja)
- Zwierciadło morza (1979; realizacja)
- Dwa miasta - dwa światy (1979; realizacja)
- Bartel Thorwaldsen (1980; realizacja)
- Drogami młodych (1980; scenariusz, realizacja)
- Uprawy szklarniowe (1981; scenariusz, reżyseria)
- Uprawy polowe (1981; scenariusz, reżyseria)
- Sankcje (1982; scenariusz, reżyseria)
- Opisywanie świętej krowy w krajobrazie indyjskim (1982; scenariusz, reżyseria)
- Grafika Pabla Picassa (1982; scenariusz, reżyseria)
- Sprawy wielkie i małe (1983; scenariusz, reżyseria)
- Początek drogi (1983; reżyseria)
- Wytrać tę butelkę (1984; scenariusz, reżyseria)
- Czy to już uzależnienie? (1984; scenariusz, reżyseria)
- Rola żony jest ogromna (1985; scenariusz, reżyseria)
- Kobiety uzależniają się łatwiej (1985; scenariusz, reżyseria, komentarz)
- Kluby AA (1985; scenariusz, reżyseria)
- Zespół Otella (1986; scenariusz, reżyseria)
- Ten mocarz Ursus (1986; scenariusz, reżyseria)
- Nie toleruj pijaństwa (1986; scenariusz, reżyseria)
- Chodź z nami (1986; scenariusz, reżyseria)
- Alternatywa (1986; scenariusz, reżyseria)
- Stocznia - wczoraj i dziś (1987; scenariusz, reżyseria)
- Po co pijesz (1987; scenariusz, reżyseria)
- Warto spróbować (1988; scenariusz, reżyseria)